# بهرام سروش
بهرام سروش (بالفارسية: بهرام سروش) ناشط في الحقوق المدنية مقيم في المملكة المتحدة وعضو في اللجنة المركزية للحزب الشيوعي العمالي الإيراني.

## سيرته
عندما كان مراهقًا، شارك سروش في مظاهرات ضد نظام الشاه أثناء الثورة الإيرانية (1978-1979). تفاجأ هو وزملاؤه العلمانيون وخاب أملهم لأن الإسلاميين تمكنوا من السيطرة على الثورة وتحويل الإمبراطورية الإيرانية إلى جمهورية إسلامية.
في يونيو 2007، أصبح سروش أحد مؤسسي مجلس المسلمين السابقين في بريطانيا.

## الآراء
وبحسب سروش، «من الصعب للغاية محاولة فصل الإسلام عن المنظمات الإرهابية الإسلامية». في مؤتمر عقد في يونيو 2006، قال بهرام إن «الحكومة الإيرانية معادية للعمال ومعادية للإنسان» قال سروش إن الجمهورية الإسلامية ليست ممثلة للشعب الإيراني وأنه سيكون من الخطر على الجمهورية الحصول على أسلحة نووية.
من وجهة نظر سروش، يتم استخدام مصطلح الإسلاموفوبيا لمنع انتقاد الإسلام وأنه «بالنظر إلى الفظائع التي ترتكبها الحركات الإسلامية والهجمات الإرهابية وجرائم الشرف في البلدان الإسلامية»، «من المفهوم أن الناس يجب أن يكرهوا الإسلام وأن النظرة السلبية للإسلام يحب أن تنموا».